# Campeonato Italiano de Rugby 1975-76
El Campeonato de Rugby de Italia de 1975-76 fue la cuadragésimo sexta edición de la primera división del rugby de Italia.

## Sistema de disputa
Los equipos se enfrentaron en condición de local y de visitante a cada uno de sus rivales.
El equipo que al finalizar el torneo se encuentre en la primera posición se declara automáticamente como campeón.
Mientras que el último equipo descendió directamente a la segunda división.

## Desarrollo
- Tabla de posiciones:[1]

| Pos. | Equipo             | Encuentros | Encuentros | Encuentros | Encuentros | Tantos | Tantos | Tantos | Puntos |
| Pos. | Equipo             | PJ         | PG         | PE         | PP         | F      | C      | Dif    | Puntos |
| ---- | ------------------ | ---------- | ---------- | ---------- | ---------- | ------ | ------ | ------ | ------ |
| 1.º  | Rugby Rovigo       | 22         | 16         | 4          | 2          | 470    | 203    | +267   | 36     |
| 2.º  | Rugby Brescia      | 22         | 16         | 2          | 4          | 385    | 157    | +228   | 34     |
| 3.º  | Petrarca Padova    | 22         | 16         | 0          | 6          | 459    | 215    | +244   | 32     |
| 4.º  | L'Aquila Rugby     | 22         | 14         | 3          | 5          | 398    | 218    | +180   | 31     |
| 5.º  | Treviso            | 22         | 13         | 1          | 8          | 327    | 261    | +66    | 27     |
| 6.º  | Rugby Roma Olimpic | 22         | 11         | 2          | 9          | 303    | 288    | +15    | 24     |
| 7.º  | Fiamme Oro         | 22         | 9          | 2          | 11         | 299    | 325    | -26    | 20     |
| 8.º  | Rugby Torino       | 22         | 6          | 3          | 13         | 220    | 379    | -159   | 15     |
| 9.º  | Amatori Catania    | 22         | 5          | 3          | 14         | 152    | 382    | -230   | 14     |
| 10.º | Casale Rugby       | 22         | 4          | 5          | 12         | 128    | 355    | -227   | 13     |
| 11.º | Rugby Parma        | 22         | 4          | 3          | 15         | 166    | 267    | -101   | 11     |
| 12.º | Frascati Rugby     | 22         | 2          | 4          | 16         | 169    | 399    | -230   | 8      |

|  | Campeón.                 |
|  | Descendido a la Serie B. |

| Bandera de Italia    |
| Campeón Rugby Rovigo |
| Octavo título        |